# Resolute Support Mission

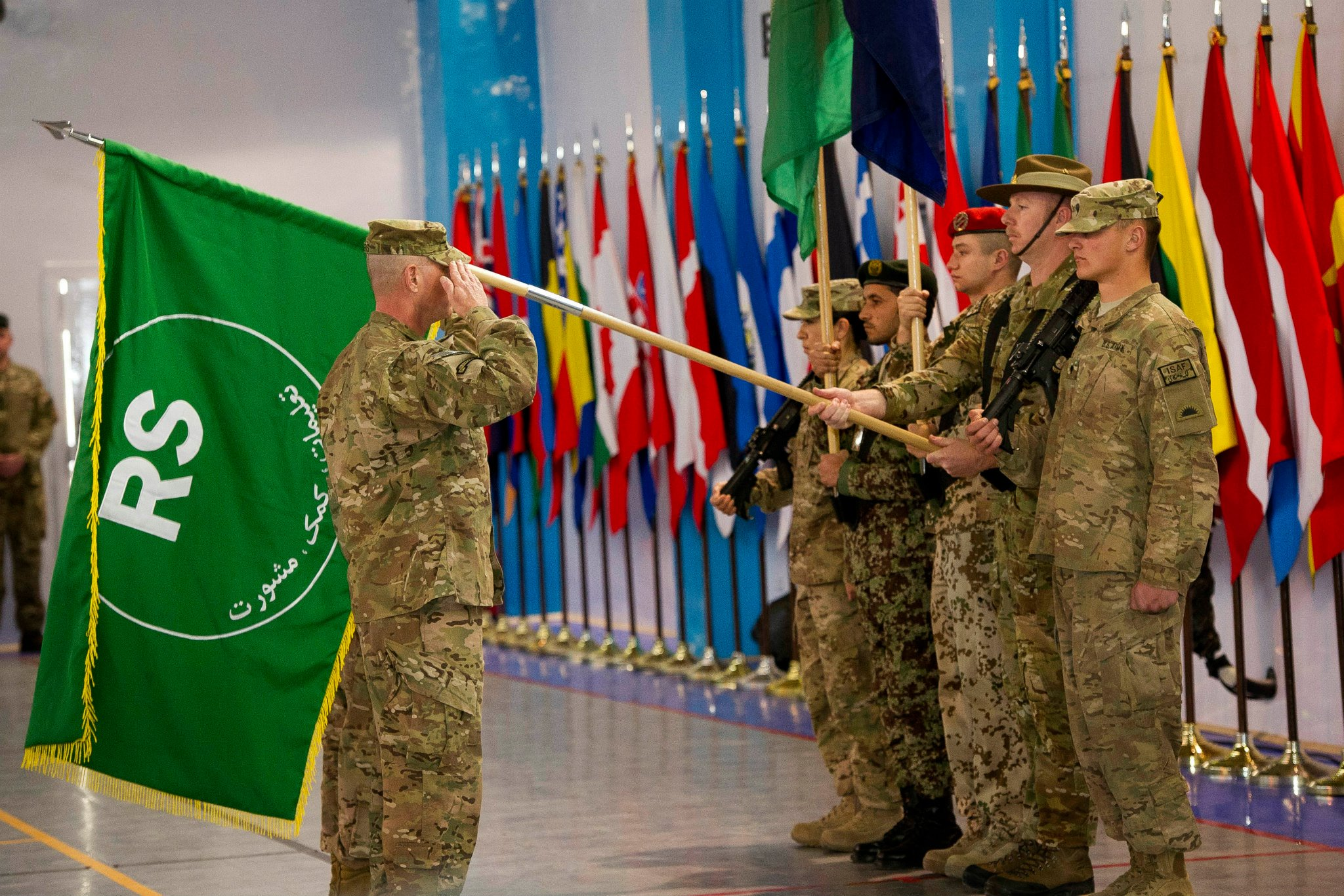
Överlämning från ISAF till RSM den 28 december 2014.

Resolute Support Mission (RSM) var en NATO-ledd säkerhetsinsats i Afghanistan som ersatte International Security Assistance Force (ISAF) från början av 2015 till avslutet 2021. 
Det var ett uppföljningsuppdrag till den internationella säkerhetsstyrkan, som avslutades den 28 december 2014.

## Rättslig grund
Planen för RSM godkändes av utrikesministrarna i de Natoländerna som var aktiva i slutet av juni 2014 och de motsvarande styrkornas status för avtalet undertecknades av Afghanistans president Ashraf Ghani och Maurits Jochems, Natos civila representant i Afghanistan, den 30 september 2014 i Kabul. FN:s säkerhetsråd godkände resolutionen 2189 till stöd för det nya internationella uppdraget i Afghanistan.

## Mål och driftsättning
Syftet med uppdraget var att tillhandahålla utbildning, rådgivning och stöd till de afghanska säkerhetsstyrkorna och institutionerna. Det innebar inte direkta stridsåtgärder.
RSM planerade att driftsätta cirka 12 000 personer från Nato och partnerländer i Afghanistan med det centrala navet i Kabul och Bagrams flygplats som planerat ska stödja fyra ekrar. Ekrarna kommer att bildas med hjälp av Assist Kommandot (TACACS), som direkt kommer att stödja fyra av de sex afghanska nationella armésektionerna. Assist Kommandot kommer bistå med råd - Kapitalet ersätter den tidigare regionala ledning Huvudstaden, den ägde rum i augusti 2014. Västra TAAC kommer att bistå 201 kåren. kåren från FOB Gamberi och FOB Fenty ligger nära Jalalabad, Södra TAAC kommer att bistå 205 kåren.
kåren från Kandahar International Airport, Västra TAAC kommer att bistå 207:e kåren i Herat och Västra TAAC kommer att täcka 209:e kåren från Mazar-i-Sharif. TAAC North är under befäl av Brig. Gen. Harald Gante, tyska armén. Norra Regionala Kommandot omdesignerat som Norra TAAC den 1 juli 2014.
Den 203:e kåren ligger i den sydöstra delen av landet och kommer att se rådgivare från tid till annan från TAAC Öst (en källa beskriver detta som "flyga för att ge råd"). Den 215:e kåren i sydväst kommer att få lite uppmärksamhet från TAAC South. Flera av TAAC:s fastställdes före disestablishmenten av ISAF; De kan ses på december 2014 ISAF statusuppdatering blad.